# Lilla Fisksjön
Lilla Fisksjön är en sjö i Norrköpings kommun i Östergötland och ingår i Kilaån-Motala ströms kustområde.